# صفوق بن فارس الجربا
صفوق بن فارس الجربا وأحيانا يُكتب صفوك (ولد: حوالي 1791م - توفي: 1263هـ / 1847م) شيخ قبيلة شمر في العراق العثماني وحاكم الجزيرة الفراتية وتابعًا للدولة العثمانية ، وقد تولى الحكم بعد وفاة والده فارس بن محمد الجربا سنة 1233هـ/ 1818م، وكانت له مواجهة مع والي كرمنشاه الفارسي في كركوك، حيث انهزم الوالي أمام صفوق وجيشه، فأكرمه الوالي داود باشا بأن انعم عليه بلقب وزير وأقطعه عانة، وأضحى ذا حظوة عنده. وقد اتهم بأنه تعاون مع ابراهيم باشا اثناء احتلاله الشام، فاحتجز في الأستانة مدة ثلاث سنوات، إلى ان تعهد أمام السلطان محمود الثاني بمساندته ضد المصريين. وقد أطلق عليه السلطان لقب «سلطان البر» لقب ب«المحزم» لأنه نادرًا ماكان ينزع الحزام من وسطه. استمر صفوق في حكم القبيلة حتى قُتِل غدرًا على يد الوالي نجيب باشا في نوفمبر-تشرين الثاني 1847م / ذو القعدة 1263هـ.

## البداية
ولد حوالي سنة 1791م أو بعدها في فترة عرفت عند البدو (بمصافك الأكوان) لكثرة المعارك بين شمر والقبائل الأخرى على أرض نجد. وقد زوجه أبوه من زوجتاه وهما سلمى بنت عمه مطلق بن محمد وعبطا بنت ابن عمه بنية بن قرينيس بن محمد، وتزوج من لطيفة بنت عبد الله من آل رمال فأنجبت له ابنه الأول فرحان، أما زوجته عمشة بنت حسين العبد الله العبد الرحمن آل عساف التي أنجبت منه عبد الكريم وفارس، فقد تزوجها صفوق في الثلاثينات من القرن 19، وقد زفت إليه مع خدمها وقد ذكرتها الليدي آن بلنت بأنها أهم شخصية بعد الشيخ، وترى بلنت أنها شخصية نسائية من النوع الوقور الجليل، ومحط تقدير وإجلال بين كل القبائل في الجزيرة الفراتية، وأنها الآن عجوز سمينة، والبدانة مقبرة الجمال، وعلى الرغم من وهن جسمها وعجزها فهي إمرأة مبجلة، ومشيتها تعتبر بمثابة قانون في كل العشيرة. وذكرها كييوم لجان أنها «تدير شؤون قبيلة شمر من وراء إسم إبنها عبد الكريم، ولقد كان لزوجها الشيخ ثقة كبيرة فيها، وترسخت الثقة في قلوب أبنائها، وهي التي تجاوب على الرسائل التي ترد إلى إبنها، فهو يمثل جانب القوة وهي تمثل جانب الحنكة والعلاقات الجيدة، وبما أنها أُمِّية فقد اتخذت كاتبًا أمينا تملي عليه رسائلها ويقرأ الرسائل الواردة إلى ابنها». أما الشيخ صفوق فقد وصفه الرحالة الإنجليزي ليارد بالتالي:«كانت عيونه براقة ومعبرة، تام الخلقة، يتميز عن أتباعه بثيابه الأنيقة، يتلفح بشال من نوع الضريب موردة الألوان فيها الأحمر والأصفر والأزرق ويضع على رأسه عقال، ويلتف بعباءة سوداء يظهر تحتها سروال أبيض».
كانت أوضاع القبيلة في سنوات (1817-1818م) سيئة بعد أن عانت من اضطرابات داخلية وحملتين حكوميتين من الوزير داود باشا والي العراق، وداود باشا هو آخر الولاة المماليك، الذي جعل همه هو منع سيطرة القبائل على طرق المواصلات بين بغداد وأورفة وحلب عبر الصحراء الشامية. ففقدت بموجبها شمر السيطرة على تلك الطرق ومنها طريق بغداد-الموصل، فلم تتمكن من تحصيل ضريبة المرور للبضائع التجارية المارة عبر مضاربها. وفي سنة 1233هـ/ 1818م توفي الشيخ فارس الجربا فأخذ أخوه الشيخ عمر مكانه في زعامة شمر، ولكن بقي المضيف والمشورة في بيت الشيخ فارس وتحت رعاية ابنه صفوق لعدة أشهر، وبعدها تنازل الشيخ عمر فاستقر الوضع لصفوق في زعامة القبيلة في منتصف سنة 1819م.

## حكمه في عهد داود باشا

### المواجهة مع الجيش الفارسي
فقدت قبيلة شمر الكثير من وضعها المتميز السابق في الجزيرة الفراتية، ولكنها بعد قيادة الشيخ صفوق استغلت اهتزاز وضع داود باشا (والي بغداد) الذي انشغل بإعداد العدة لمواجهة وشيكة ضد هجوم فارسي وشيك سنة 1821م وذلك في عهد فتح علي شاه القاجاري. فبعد هزيمة جيشه بقيادة الكهية محمد آغا أمام الجيش الفارسي قاده محمد علي ميرزا للسيطرة على السليمانية انفتح الطريق أمام الفرس لحصار بغداد، حيث استعد داود باشا لها. ولكن لحسن حظ الوالي أن الجيش الفارسي ومعهم قائدهم سقطوا ضحية وباء الهيضة قبل أن يتمكنوا من محاصرة بغداد. ورغم ضعف الأوضاع إلا أنهم تمكنوا من إرسال عدة كتائب نحو عاصمة المماليك، والتقت إحدى تلك الكتائب بجماعة من شمر يقودها صفوق الجربا، فجرت سلسلة من المواجهات من الكر والفر بينهما تمكن مقاتلو شمر من دحر تلك الكتيبة. فاضطر محمد علي ميرزا تحت ضغط مرضه بالكوليرا ورغبته بتجنب حرب طويلة لا يعرف نهايتها أن يتصالح مع داود باشا ويعود بجيشه قافلًا إلى كرمنشاه، وقد مات في طريق عودته فخلفه ابنه محمدحسین میرزا الذي رفض ذلك الانسحاب وتلك الهزيمة، فعاود الكرة بالهجوم على بغداد سنة 1823. وفي منطقة الخالص وشهربان بدأت القبائل بمضايقة الجيش الفارسي المتقدم، فأحرقت المحاصيل التي في طريقهم. ثم اقتربت قوة من شمر مؤلفة من 800 مقاتل بقيادة صفوق من القوات الإيرانية، فلما رأى عباس خان اقتراب الخيالة العرب منه، أرسل إليهم نحو ألفي خيال من جيشه ليهجموا عليهم، فلما اقبلوا من قوات صفوق تظاهر بالانهزام كي يتبعونهم إلى أن عبروا جسر نهر ديالى الضيق، فعبر العجم الجسر وراءهم، فلما اكتمل عبورهم كر عليهم صفوق ورجاله وهاجموهم، فانكسر العجم وأرادوا عبور الجسر الضيق، ولكنهم ازدحموا عنده مما تسبب بمقتلة أفنتهم عن آخرهم إلا النزر اليسير، فأخذ سلاحهم وخيلهم وغنائم أخرى إلى الوزير داود. وقد استخدمت قبائل بدوية أخرى نفس المخطط فنجحت في ذلك، وفوق ذلك عاد وباء الهيضة ليضرب الجيش الغازي مرة اخرى، فاضطر إلى العودة إلى دياره عابرا الحدود. ونتيجة لتلك الخدمات أقطع داود باشا بلدة عانة وماوالاها من القرى والضياع إلى الشيخ صفوق، وكانت من قبل ملكًا لأمراء البوريشة.

### نزاعه مع القبائل الأخرى
امتد نفوذ شمر سنة 1821م من نهر الفرات في الجنوب إلى ماردين في الشمال، ومن الموصل ودجلة في الشرق إلى ما وراء الخابور غربًا. لكن توسعهم هذا قد سبب مشاكل واحتكاكات مع قبائل أخرى خصوصًا قبيلة عنزة. فجرت بينهما في عهد صفوق حرب طويلة، حيث أجلى القحط والجدب عنزة والعمارات من الشامية إلى الجزيرة، فمنعتهم شمر عن مراعيها بين منطقة الموصل والخابور، فحاول عبد الله بن الحميدي بن هذال التفاهم معهم ولكن دون جدوى. فجرت معارك دامت شهرين انتهت بانتصار شمر على العمارات، وسميت بوقعة بصالة (1238هـ/1823م)، فعبر عبد الله بن هذال نهر الفرات نحو بادية الشام، فأرسل إلى قبائل عنزة طلبًا للثأر، فاجتمعت عنده جموع ضخمة عبر بها الفرات في أيار مايو 1239هـ/1824 فالتقت بجموع شمر جنوب تلعفر عند سبيخة البويرات التي تشكلت من جداول صغيرة تنبع من سنجار وتحوي الماء المناسب لسقي الجمال في الصيف، فطال المناخ بين القبيلتين مدة ثلاثة أشهر انتهت بانتصار عنزة، وسميت تلك الوقعة بالسبيخة أو مناخ حصة (1239هـ/1824م). ومع ذلك فقد عوّض الوزير داود باشا صفوق الجربا من الأموال والنقد والمواشي والقرى والضياع مالم يسمع بمثله إلا في زمن البرامكة، وسمح له بالاستمرار في حكم عانه مؤكدا على دعمه وتأييده له ليس حبًا له ولكن ليجعله قادرًا على التصدي لعشائر عنزة إذا عمدت التوغل داخل العراق. وتلك الحظوة والاحتواء جعلت من صفوق وقبيلته يعملون في خدمة حكومة بغداد، مرغمًا القبيلة على ترك غزواتها المعتادة وتخصص جهودها لكبح جماح العشائر البدوية والكردية واليزيدية لصالح والي بغداد، ولكن هذا التكيف لم يدم طويلًا.

### النفور من الوالي
ثار أهالي كربلاء على الوالي داود باشا سنة 1825م فأرسل إليهم قواته النظامية بقيادة سليمان ميراخور (أمير الإسطبلات) مع عدد من عشائر العرب، ومن ضمنهم كان الشيخ صفوق وقبيلته وعددهم 150 فارس وألف راجل، واستمرت المعارك مع الكربلائيين جولات انشقت في إحداها بندقية صفوق وأصابته إطلاقتها في كتفه، ثم جرى خلاف بين صفوق وبين سليمان مير اخور آمر القوات الحكومية انتهت باشتباك بين شمر وبين القوات الباشوية، انسحب صفوق على أثرها عن حصار المدينة ومعه قبيلة شمر وعاد إلى موطنه في جبل سنجار. وفي سنة 1826م / 1242هـ ساهم الشيخ صفوق في دعم الشيخ عجيل بن محمد الثامر السعدون الذي عينه داود باشا أميرًا على قبيلة المنتفق بعد عزله الشيخ حمود الثامر عن المشيخة، فرافقه حتى وصوله إلى قبيلته حيث نصبته القبيلة شيخًا عليها. وفي السنة التالية 1827م / 1243هـ أعلن صفوق تمرده وعصيانه لداود باشا بعد هزيمة قبيلته أمام قوات الوزير في واقعة نهر عيسى.

### عودة بغداد إلى الحكم العثماني المباشر
بعد مقتل صادق أفندي مبعوث السلطان محمود الثاني على يد الوالي داود باشا، طلب السلطان من والي حلب علي رضا باشا إعداد جيش ضخم للهجوم على بغداد وإلغاء حكم المماليك في العراق، فحشد رضا باشا قواته النظامية في حلب في كانون الثاني يناير 1831م / رجب 1246هـ، وانضم إليه الشيخ صفوق مع قواته من قبيلة شمر. وتحرك الجيش في بداية شباط فبراير من حلب نحو بغداد. وكانت الدلائل تشير إلى أن جيش داود له القدرة على الصمود أمام قوات السلطان ومن تحالف معها، إلا أن الأقدار قد أصابت بغداد بفاجعتين طبيعيتين متتاليتين:أولهما اجتياح وباء الطاعون القادم من مدينة تبريز إلى العاصمة بغداد وتدميرها، ثم أعقب الوباء فيضان ربيعي كاسح لدجلة أكمل على ماتبقى من المدينة، فوجد داود باشا نفسه في موقف سيئ مما سهل من مهمة جيش رضا باشا. وعند وصوله الموصل أرسل طلائع من قواته بقيادة والي الموصل قاسم باشا العمري ومعه الشيخ صفوق وسليمان الغنام شيخ بني عقيل إلى بغداد لحصارها، وقد دخلت القوات بغداد 1831، واتخذ الشيخ صفوك دارًا له في الجانب الشرقي من بغداد. ولكن عندما بدأت تلك القوات بنهب المدينة ثار الأهالي ومعهم ماتبقى من القوات الموالية لداود باشا في وجه قوات سليمان العمري، فاضطر الشيخ صفوق إلى الهروب من داره والعبور سباحة إلى الجانب الآخر من النهر وسحب قواته من قبيلة شمر خارج بغداد، في حين قتل سليمان العمري يوم 13 حزيران يونيو 1831م/ 3 محرم 1247هـ.
بعد تلك الثورة قدم علي رضا باشا فحاصر بغداد لعدة أسابيع، وفي سبتمبر 1831م / ربيع الآخر 1247هـ سقطت المدينة بيد العثمانيين، وتولى واليها الجديد علي رضا باشا شؤون المدينة وأرسل واليها السابق داود باشا إلى الأستانة حيث أكرمه السلطان وأبقاه عنده. وخلال ذلك المرحلة دخلت قوات من شمر ومن بني عقيل السراي الحكومي وقاموا بتخريبه، وأخذ الشمامرة خزينة الدولة، وقد شارك في تلك المعركة الأمير عبد الله بن علي الرشيد حيث امتاز فيها بالشجاعة، وتمكن من أخذ سيف الوالي العثماني المسمى (الصرخة)، الأمر الذي جعل صفوق الجربا يعجب بشجاعة وبطولة ضيفه القادم من حائل.
وأثناء احتلال المدينة جرى إطلاق جميع المسجونين، وكان في مقدمتهم الشيخ حمود الثامر أمير المنتفق السابق الذي قصد مباشرة صديقه القديم صفوق الجربا مستجيرًا به على الرغم من دوره في اغتيال الشيخ بنيه الجربا، إلا أن الشيخ صفوق أجاره وأحسن استقباله وأبقاه لديه حتى تهدأ الأمور. وقام بعدها بإقناع رضا باشا بمهاجمه عجيل بن محمد الذي رفض الولاء للوالي الجديد مما دفع بالوالي أن يرسل إليه جيشًا لعزله، فأرسل حمود الثامر إلى أبنائه الموجودين في المحمرة بضرورة الإسراع لبغداد مع مناصريهم لتولي الإمارة، وفي أثناء انتظار مجيء أبناءه ببغداد أصيب بالطاعون فتوفي يوم 13 شعبان 1247هـ / 16 يناير 1832م.

## عهد علي رضا باشا
بعد سقوط داود باشا واستتباب الأمر إلى الوالي علي رضا باشا، رفض عجيل بن محمد السعدون البيعة للوالي الجديد، فأرسل الوالي إليه قوات عثمانية بقيادة بكر آغا جليلي وسليمان الغنام شيخ العقيل ومعهم ماجد بن حمود الثامر وأخويه فيصل وعبد العزيز، وطلب الوالي من صفوق الجربا أن يرافقهم دعمًا لتلك القوات، وهو الذي كان قد دعم عجيل سنة 1826م ولكنه الآن قد انقلب عليه ودعم أبناء حمود الثامر، وربما كان طلب الوالي من صفوق مرافقة تلك القوات هو التخلص منه وابعاده عن بغداد. وقد دخل الطرفان في معركة استمرت إسبوعًا وسميت معركة الشطرة الثانية حيث جرت شمال الشطرة في مارس 1832م وانتهت بمقتل عجيل وتولي ماجد السعدون مشيخة القبيلة.

### معاركه (1832-1835)
بدأت الخلافات تطفو إلى السطح حين امتنع رضا باشا في منح ماوعد به إلى صفوق لقاء مساعدته في احتلال بغداد، وفوق هذا بدأ الباشا يقلص مناطق نفوذ قبيلته، فاغتاظت القبيلة من ذلك وبدأت بإزعاج قرى متعددة بطلب أتاوات غير قانونية، وانتزاعها رسومًا باهظة من مرور القوافل على أراضيها. وفي أواخر 1832 أو بداية 1833 طالب صفوق بامتيازات أخرى من رضا باشا، ولكن الباشا رفض طلبه فأعلن صفوق تمرده. فجرت معركة قرب الكاظمية انتصرت فيها قوات الدولة، فتراجعت قبيلة شمر نحو الموصل حيث ساندت «يحيى باشا جليلي» والي الموصل الذي تمرد مسبقًا. ولم يأت شهر تموز يوليو 1833م حتى بدأ شيخ شمر وحليفه يحيى باشا يهاجمان العشائر اليزيدية في جبل سنجار التي كانت تغير على القوافل في طريق التجارة بين الموصل وماردين، ولما تمكنا من تحجيم تلك العشائر توجها نحو الموصل، حيث دخلاها وجرى تنصيب يحيى باشا واليًا عليها، فأعلن أنه تولاها من قبل إبراهيم باشا وقيادته المصرية في الشام، وقد انتشرت إشاعات تقول أن مستشارين عسكريين من قوات إبراهيم باشا ابن محمد علي والي مصر كانوا في معسكر صفوق لمساعدته في تمرده ضد والي بغداد. وبعد أن زوّده إبراهيم باشا بالبنادق والعتاد في أكتوبر 1833م توجه صفوق إلى بغداد لإسقاط الباشا بإمر من محمد علي كما قال تايلر القنصل الإنجليزي في بغداد، واستمر مطبقًا عليها لمدة ثلاثة أشهر مما وضع الوالي في موضع حرج جدًا، ولكن القوات البدوية ليس لها مقومات فتح مدن أو خوض حروب طويلة المدى، فبدأ وطأة الحصار تخف رويدًا رويدًا، فاستغل الوالي بأن عزل يحيى الجليلي من ولاية الموصل وسلط عليه بعض القوات العثمانية ليشغل صفوق بذلك، وعزل كذلك صفوق من مشيخة القبيلة وعين بدلا منه «شلاش العمر». بالإضافة إلى ذلك اتفق الوالي مع الفدعان من عنزة على أن تقوم بقتال شمر الجربا حتى تبعدها عن بغداد مقابل حصولها على أراضي شمر الوفيرة المرعى شرط انتصارها عليها، إلا أن صفوق كان قد رفع الحصار وغادر قبل وصولهم لمساعدة حليفه يحيى الجليلي، وقد يكون مقدم جموع غفيرة من عشائر عنزة قد أرغم صفوق على رفع الحصار.
وعندما زال خطر صفوق من بغداد أوعز علي رضا باشا إلى شيوخ عنزة بعدم الحاجة إلى خدماتهم، ولكن القبيلة رفضت ذلك وادعت انها قامت بواجبها وهي الآن تطالب بالمكافأة، ولتأكيد مطالبها نقلت القبيلة خيامها إلى مكان قريب من بغداد. فخاف الوالي من وجود 35000 مقاتل عنزي بالقرب من بغداد فدعا «شلاش العمر» أمير شمر المعين من قبله لمساعدته فلبى النداء، فأدرك صفوق أن ابن عمه يخوض معركة غير متكافئة مع قبيلة عدد رجالها 35 ألف فطلب منه الانسحاب والالتحاق به في الشمال، إلا أن شلاش العمر رفض ذلك فأرسل صفوق إليه 2000 مقاتل لمساندته، ولكن مع ذلك فقد انتصرت عنزة في المعركة بتفوق عددها على القوات العثمانية وقبيلة شمر في «هور عقرقوف» في الموقع المعروف ب«أبي ثوب» يوم 28 أكتوبر 1834م، وقُتِل شلاش في المعركة وغنمت عنزة عددًا من المدافع العثمانية، ثم حاصرت بغداد ونشرت الفوضى في أنحاء الجزيرة، ولكنها عادت إلى مناطقها في الشام بعد ان هدأت الأوضاع فيها وعبرت الفرات سنة 1835م.

### القبض على صفوق
تدهورت مكانة شمر الجربا بعد هزيمتها أمام عنزة ولكن ظلت هيبة الشيخ صفوق عالية وإسمه مخيف ورغباته نافذة وكلمته قانون، وأصبح من أقوى شيوخ الجزيرة سنة 1835م ولقب ب«سلطان البر». ولكن لسوء حظه أن السنوات الاثنتي عشر التالية كانت حافلة بمآزق غير متوقعة أدت إلى إضعاف مركزه. فوجوده على رأس عشائر شمر الجربا كان كفيلا بأن يجعل حكومة بغداد في قلق دائم من أي تعاون مستقبلي بينه وبين القيادة المصرية في الشام ضدهم، وكان رضا باشا يدرك أنه من الضروري التخلص منه ولكن طريق القوة لن يحقق أي هدف، لذا عمد إلى أسلوب الخديعة والتآمر. وفي سنة 1835م اندلعت اضطرابات في الجزيرة وماردين وتلعفر، ما اضطر رشيد باشا الصدر الأعظم السابق ووالي الرقة وديار بكر الحالي إلى أن يقود جيشًا إلى تلك المناطق، فأنهى جميع التمردات. ثم أعلن بالاتفاق مع والي بغداد رضا باشا أنه سيخلع على الشيخ صفوق في حفلة تقام خصيصًا لذلك. وكان الشيخ صفوق في موقف لايحسد عليه، حيث أنه بحاجة إلى أن يتعاون مع حكومة بغداد بعد عزل يحيى جليلي والقبض على محمد بك ميركور حليفيه في التمرد، وما أن وصل إلى مقر الحفلة حتى قبض عليه مع ابنه فرحان وأرسلا إلى الأستانة تحت حراسة مشددة سنة 1835. وقد ادى ابعاد صفوق عن العراق إلى ازدياد السيطرة العثمانية في منطقة الجزيرة وإلى تحويل الموصل إلى قاعدة هجومية ضد الوجود المصري في الشام. ولكن الأسلوب الذي اتبع في القبض على صفوق كان ممقوتا جدا لدى أهل العراق، علاوة على أنه أسلوب مكروه بصفة عامة.
مُهِم أن نعلم أن للإنجليز يد في القبض على صفوق، فقد كانت لهم مصلحة كبرى في شد أزر الدولة العثمانية ضد الوجود المصري في الشام أو شبه الجزيرة العربية، فضلا عن أن تقوية قبضة الحكومة على قبيلة شمر الجزيرة يعين الإنجليز في تنفيذ مشروعهم الكبير بشأن استخدام العراق ليكون ممرًا قصيرًا للمواصلات بين الشرق والغرب -قبل انشاء قناة السويس- وذلك بتشغيل خط بواخر بين الموانئ الإنجليزية والساحل السوري، وبين أعالي الفرات والخليج العربي ومن ثم الهند. والوصول إلى تلك الأهداف الإنجليزية يتطلب تفاهم مع القبائل الكبرى المسيطرة على الطريق بين الساحل السوري ونهر الفرات وهي قبيلتي شمر وعنزة. لذلك كان عسيرًا على الإنجليز أن يتوصلوا إلى اتفاق ترضى عنه هاتين القبيلتين في وجود صفوق بالمشيخة، فإزاحته سهل لهم نجاح مفاوضاتهم مع شيخ شمر الجديد (محمد بن فارس الجربا) بشأن عقد صلح دائم بين شمر وعنزة، وبذلك كفل لهم التنقل بين الساحل السوري ونهر الفرات دون أن يتعرضوا لأي هجمات من تلك القبائل.
وفي اسطنبول ألقوا على مسامع الشيخ صفوق أن السلطان العثماني هو حامي ذمار المسلمين، وأن الخروج عليه هو الخروج على الدين. وكان صفوق مستعدًا نفسيًا لقبول هذا الكلام بسبب تقاعس محمد علي باشا عن مساعدته خلال ثورته، وخاصة بعد أن عامله السلطان ورجاله معاملة طيبة، وتحملوا أخلاقه البدوية. فلا يوجد شيخ من داخل قبيلة شمر الجزيرة يمكنه جمع كلمتها تحت قيادة واحدة سوى صفوق. وخلال السنوات الثلاث وهي مدة الحجز الإجباري في الأستانة لم يتأثر صفوق كثيرًا بالحياة المدنية وبذخ البلاط العثماني، ولكن على عكس ذلك فقط ظهر التأثير جليا في ابنه فرحان بن صفوق، حيث درس في مدرسة عثمانية وتعلم الكلام بالتركية وتذوق العادات والملابس التركية. ولم يسمح لصفوق بالعودة إلى الجزيرة الفراتية واسترداد المشيخة إلا بعد أن قدم وعدًا بمساندة السلطان ضد المصريين.
طريفة خلال وجوده بإسطنبول
ما يحكى أنه عندما دخل صفوق على السلطان محمود الثاني بواسطة الشريف عبد المطلب، جالت عيونه بالنظر يمينًا وشمالاً. وهذا أغضب السلطان الذي اعتقد أن ذلك من سوء الأدب فطرده من القصر. ثم توسط له الشريف مرة أخرى في الدخول فوافق السلطان، وعندما جاء إلى الصدر الأعظم نبه عليه بمراعاة المراسيم اللائقة وأن لا يرفع بصره عند السلطان ولا يلتفت يمنة ويسرة، فرد عليه صفوق: إذن لا أدخل، ولا فائدة لي من الدخول. وذكر السبب أنه عندما يعود إلى قبيلته سوف يحدثهم بأنه رأى السلطان وشاهد بلاطه وما فيه من كذا وكذا. فلو قلت لهم بأني خرجت كما دخلت ولم أشاهد شيئا فلن يصدقوني بل وسوف يقولون بأنك لم تدخل على السلطان. فلما وصل الخبر إلى السلطان اقتنع بحجته وسمح له بالدخول إليه وأن يتفرج على القصور الفخمة وعلى النظارات «الوزارات» وكل المباني البديعة والآثار.

### عودته لحكم شمر
خلال مدة احتجازه في اسطنبول عينت الحكومة أخوه محمد بن فارس ليحكم القبيلة، فأيدته أفخاذ عبدة والأسلم والعليان وزوبع سنة 1836م وتحت لوائه 12 ألف فارس، في حين انضوت باقي قبائل شمر تحت راية الشيخ «نجرس الزيدان» الجربا، ولكن في أواخر 1837 بدأت تلك الأفخاذ بالتململ من شيخها الذي تسنده الحكومة وتمردت عليه. وحين عاد صفوق إلى الجزيرة سنة 1838م كانت القبيلة قد فقدت الوحدة التي كانت تتمتع بها سنة 1835م. وفي السنوات العشر التالية بذل صفوق قصارى جهده لإعادة وحدة قبيلته شمر. وبعد أن قضى في الأستانة مدة احتجازه وإقرار السلطان له بلقب «سلطان البر»، وعد الحكومة العثمانية بتقديم 8 آلاف جمل وألف رأس من الخيل للمجهود الحربي العثماني ضد المصريين، إلا أنه بالحقيقة لم يتمكن من تقديم كل هذا العدد للقيادة العثمانية. وهنا بدأت مشاكله مع فخذ عبدة، فبعد أن طلب من الشيخ كليب بن شريم شيخ اليحيا العبدية أن يأخذ رجلا دخل بوجه وحماية الشيخ، رفض ابن شريم وكادت أن تقع حرب بينهما لولا تراجع صفوق خوفًا من تفكك القبيلة. ثم بعدها طلب صفوق من قبيلة شمر أن توفر له الإبل التي تعهد بتأمينها للحكومة العثمانية، فرفضت بعض الأفخاذ ومنها اليحيا بزعامة ابن شريم. وعندما حاول اجبارهم، بدأت اليحيا بالعودة التدريجية إلى جبل شمر، فعادت أغلب عشائر اليحيا إلى حائل، حيث استقبلهم الأمير طلال ابن رشيد ورحب بهم وقرب إليه الشيخ كليب بن شريم.

#### معركة نزيب1839
بدا الجيش العثماني في بداية 1839 يتحرش بالقوات المصرية في شمال الشام، فبدأت القوات المصرية تراقب تلك التحركات، وأيضا تحركات قبائل شمر وذلك بعد ورود أنباء بأن صفوق سوف ينشر رجاله على طول المنطقة الممتدة بين حماة ودير الزور وهي منطقة صحراوية توائم حروب الصحراء التي تتقنها القبائل البدوية. وانتقل صفوق وقبيلته ومعه عرب الفدعان من عنزة بقيادة دهام الكعيشيش نحو الرها (أورفا)، وقد أرسل إليهم والي حلب الطرابيش ليلبسوها أبان هجومهم ليظهروا مظهر جنود السلطان. وقد أتى صفوق إلى نهر البليخ ثم ذهب إلى صرين حيث طلب من والي حلب حافظ باشا أن يعطيه السفن اللازمة لنقل رجاله. ومع ذلك لم يكن رجال قبيلة شمر إلا أداة لتشتيت الجهود الحربية المصرية، لأن المعركة الحاسمة هي التي ستكون بين الجيشين المصري والعثماني، حيث دارت المعركة يوم 27 ربيع الأول 1255هـ / 9 يونيو 1839م وانتهت بهزيمة شاملة للجيش العثماني. وكانت قوات صفوق قريبة من المعركة وشاهدت وقوع الهزيمة على العثمانيين، وأغلب الظن أن صفوق لم يلق بثقله في المعركة ولكن موقفه أصبح أكثر حرجًا، حيث طاردته القوات المصرية وأدرك أن لا قبل له بالتصدي للجيش المصري المنتصر فانسحب بقواته بسرعة تاركا دواب عشيرته لدى بعض القبائل الموالية له. ولما لم تجد القوات المصرية أثرًا لقبيلة شمر أنزلت العقاب بالعشائر التي أخفت دواب شمر لديها. وكانت ردة فعل علي رضا باشا الغاضبة هي عزل صفوق من المشيخة، فتمرد صفوق بعدما تبين له أن السلطان العثماني لا يمكنه حماية أرضه إلا بمساعدة الدول الأوروبية.
وفي سنة 1841م طلب والي الموصل من علي رضا باشا أن تعود عانة إلى حكم الموصل، وكانت عانة قد أعطيت لصفوق الجربا مكافأة له على موقفه المشرف من الغزو الفارسي زمن داود باشا، وقد كان الوالي رضا باشا موافقًا على مضض على ابقاءها بيد صفوك، ولكن باشا الموصل الذي أراد أن تكون عانة تابعة له احتج على ذلك، وبعد نقاشات مطولة وافق علي رضا باشا على استرجاع عانة من صفوق وعزله وذلك أواخر 1841 أو أوائل 1842م. وردا على ذلك شن صفوك غارات على قرى نهر الخابور، وقد أرسل إلى بغداد للتفاض وذهب إلى الموصل لمفاوضة واليها، وقد حاول والي الموصل احتجازه لإرغامه على التخلي عن عانة، ولكنه هرب من السجن في نفس الليلة بفضل مساعدة التاجر «عبد القادر الجومرد» وأولاده، وتمكنوا أيضا من انزاله ليلا من على سور المدينة وإعطائه حصانا ليهرب به. وسبب المساعدة تلك هو تسديد الجومرد دينًا عليه لصفوق عندما تعرضت قافلته لهجوم من قطاع الطرق، وكان الشيخ صفوق ومعه رجاله قريبا من المكان فلجأ التاجر إليه، فأرسل صفوق 50 فارسًا لحماية القافلة حتى وصولها إلى الموصل سالمة.

## عهد نجيب باشا
ترتب عن انسحاب المصريين من الشام أن توجهت الحكومة العثمانية بقوة لتمكين سيطرتها على مختلف ولايات الدولة والقضاء على الزعامات والعصبيات المحلية التي تهدد وجودها في المنطقة. وقد تولى تنفيذ تلك السياسة في العراق محمد نجيب باشا (والي بغداد) الذي خلف علي رضا باشا سنة 1258هـ / 1842م واستمر في منصبه حتى سنة 1263هـ / 1847م، فنفذ نجيب باشا سلسلة من المؤامرات والاغتيالات لعدد من الزعماء العرب والأكراد، وكان من المفترض أن يوجه جهوده ضد صفوق ولكنه آثر التأني وإخفاء أهدافه إلى وقت لاحق وذلك لقوة قبيلته، لذا حاول تحسين علاقاته مع صفوق وإعادة مشيخة شمر إليه وخلع عليه في نوفمبر 1843. ولكن في السنة التالية أي 1844م عين الوزير نجيب باشا شيخًا جديدًا لشمر لينافس صفوق وهو «نجرس الزيدان الجربا»، وقد كان نجرس قد أعلن نفسه شيخًا على عموم شمر عندما كان صفوق منفيًا إلى اسطنبول. وقد رفض صفوق هذا القرار مع أن الأوضاع لم تكن في صالحه، فشيخ شمر المطلق بدأ يفقد الكثير من مواهبه في المعارك، بالإضافة إلى أنه وسّط القنصل البريطاني روبرت تيلر ليكلم نجيب باشا في أكتوبر 1843م كي يعطيه امتيازات إضافية، وتلك إشارة واضحة لضعف قوته ومركزه، عدا أن الولاة العثمانيون كانوا سيئو الظن بتلك العلاقات الودية ما بين الزعامات المحلية والدبلوماسيين الإنجليز. هذا غير المجاعة الشديدة التي خيمت على الجزيرة الفراتية في 1844م استمرت عامين، فأعاقت صفوق الاستفراد بالسلطة بل وأرغمته على بيع مجوهرات نسائه الخاصة ومواشيه في الموصل لشراء حبوب للقبيلة، فخسر بذلك ثروته. فعندما يخسر شيخ القبيلة ثروته فإنه يخسر نفوذه في العشيرة، فساعد ذلك منافسه نجرس الزيدان المؤيد من الحكومة أن يتحدى صفوق في خدماته تجاه الحكومة والقبيلة.
وفي خريف 1846م انتقلت قبيلة شمر من شمال بغداد نحو منطقة الموصل، فبدأت القبيلة بنهب العشائر الصغيرة جنوب حمام العليل، ثم دخل صفوك في منطقة نفوذ بدر خان الزعيم الكردي المتمرد قرب جزيرة ابن عمر. وبعد أن وطد نفوذه، أرسل إبنه فرحان إلى والي بغداد ومعه بعض الهدايا لإقناع نجيب باشا بإعادة تعيينه شيخًا عامًا لشمر، فاستجاب الوالي لطلب فرحان، ولكنه قلد المنصب لفرحان شرط تكون قيادة شمر لصفوق، بمعنى أن يكون صفوق زعيما غير معترف به، فأدرك صفوق انه أصبح شخصًا غير مرغوب به لدى السلطة العثمانية، وكذلك أفقد ذلك التعيين نجرس دعم حكومة بغداد له، وقد طلب الوالي من فرحان بأن يثبت مقدرته في الوقوف على قدميه وإدارة القبيلة. فقد كانت علاقات صفوق المريبة مع بدر خان بك الكردي تزعج نجيب باشا الذي وبخه الباب العالي رسميًا لإقراره بفرحان زعيمًا عامًا لشمر.

### مقتل نجرس الجربا
سعى فرحان أن يصفي المشاكل التي بين أبيه ونجرس حفاظا على كيان البيت الحاكم وعلى كيان القبيلة، فبدا لصفوق أنها فرصة لتحقيق أهدافه. فوجه دعوة لنجرس لعقد اجتماع كبير لشيوخ شمر لتصفية الضغائن، ولكن نجرس رفض قبول الدعوة لأنه يدرك أن صفوق مستعد بأن يقدم على أي عمل طائش في سبيل استعادة تفرده بالمشيخة. إلا أن صفوق أصر على أن يكرر الدعوة إليه، فأقنع ابنه فرحان بأن يدعو شخصيًا الشيخ نجرس إلى مضيفه، ولكن فرحان كان يخشى أن يحنث أبوه بوعده ويغدر بنجرس فيحمل هو وزر تلك الوساطة. لذلك أخذ من أبيه العهود بألا يصيب نجرس بأذى إذا ما حضر في صحبته. وبعدها ذهب فرحان إلى نجرس ليطمئنه ويزيل مالديه من مخاوف، حيث قدم إليه وعده الشخصي بالأمان إذا قام الأخير بزيارة الشيخ صفوق. وعلى هذا الأساس ذهب نجرس مع فرحان إلى الاجتماع، ودخل المضيف حيث استقبله صفوق، وأخذ الإثنان بالحديث حول زعامة شمر، وأوضح الشيخ صفوق الأخطاء التي وقع فيها الشيخ نجرس عندما نافسه على المشيخة، ولم يفض الحوار إلى شيء فخرج الشيخ نجرس من المضيف، فلحقه إثنان من أبناء عمومته وهما سميط الفهد وهجر العمر وقتلاه بسبب خلاف عائلي قديم بينهم. في حين ذكر قول آخر أن الشيخ نجرس جلس بجانب صفوق، وبعد فترة وجيزة استل صفوق سيفه وقتل نجرس رغم توسلات ابنه فرحان.

## مقتله
اعتقد صفوق أن بمقتل نجرس -مهما كانت الوسيلة- فإن الجو سيخلو له ويستطيع أن يسيطر على قبيلة شمر بمفرده. ولكن ذلك الأمر لم يكن مقبولا عند القبيلة، فضعفت مكانته أكثر من ذي قبل، فدعت أفخاذ من القبيلة إلى انعقاد مجلس للقبيلة لاختيار زعيم جديد، حيث تمزقت القبيلة بعد حادثة القتل تلك، فاتهموا الشيخ صفوق بالتخطيط لقتله. فجرى انتخاب عيادة بن زيدان الجربا شيخًا على شمر، فانقسمت القبيلة بعد انتخابه بينه وبين صفوق. فاجتمعت الأفخاذ المؤيدة لعيادة مع عشائر أخرى بالقرب من ماردين لمحاربة صفوق. فتراجعت قوات صفوق نحو الشمال الشرقي إلى ديار بكر، فقدمت مساعدة حكومية من مشير ماردين قدرت ب 600 جندي لمساعدة أحد أبناء صفوق في إخضاع العشائر المتمردة من شمر. فغضب عيادة الجربا من مساندة الحكومة للشيخ صفوق، فبدأ مع محاربيه بشن غارات في كل اتجاه، فمن تلعفر غربي الموصل إلى شهرابان ومدن أخرى شرقًا وقام بسد معظم طرق الصحراء المؤدية إلى الغرب، فتسبب في إحداث فوضى عارمة، مما حدا لصفوق أن يطلب المساعدة من نجيب باشا لحماية نفسه، خاصة أن أحواله كانت في انتكاس مستمر بسبب تلك المشاكل، وأنه في أشد الحاجة لأي مساعدة خارجية تنشله من المأزق الذي وقع فيه، وسبّب بتفكك قبيلة شمر الجربا.
رأى العثمانيون أن فرصتهم قد سنحت للتخلص منه، فاخطروه أنهم مستعدون لمساعدته عسكريًا ضد منافسه، فأرسل نجيب باشا إليه قوة عسكرية حكومية بقيادة إبراهيم آغا. فغادرت المفرزة تلك بغداد أواخر نوفمبر (تشرين ثاني) 1847م، وعندما وصلت إلى صفوق جرى تقديم خطة يتم تنفيذها يوم المعركة، فاتفقا أن يتولى فرحان بن صفوق قيادة القوات المهاجمة، ثم يتبعه الجنود العثمانيون المرابطون بالقرب من خيام صفوق، وقد كان إبراهيم خلال وجوده لدى صفوق يتحين الفرصة المناسبة لقتله. وجاءت تلك الفرصة بوم 19 ديسمبر (كانون أول) 1847م عندما خرج فرحان بكل قوات شمر للاشتباك مع العشيرة الثائرة، وما أن ابتعدت تلك القوات حتى أصدر القائد العثماني أمره إلى جنوده بالاستعداد لدخول المعركة، وبدلا من أن يشير بسيفه إلى إلى ميدان المعركة الحقيقي أشار إلى صفوق، فانقضت القوة العثمانية عليه وقتلوه ثم فصلوا رأسه عن جسده وأخذوا الرأس إلى بغداد ثم إلى الأستانة.

## مابعد وفاته
كان صفوق آخر الأمراء الذين حكموا قبيلة شمر بأكملها، فبلغت القبيلة بقيادته أوج قوتها العسكرية، ولكن ليحافظ على سلطته كان عليه أن يحل مشكلتين أساسيتين: الأولى هي وحدة القبيلة وتماسكها، والثانية هي تدخل الحكومة المركزية في شؤون القبيلة ومحاولتها تفكيكها. وفي نهاية حياته أخفق صفوق في حل كلتا المشكلتين. وبمقتله تفككت القبيلة، فبدأت قبيلة عنزة بعد علمها بمقتله تستعد لغزو شمر يقودها دهام ابن كعيشيش وابن هذال، مما دفع بالشيخ فرحان بالذهاب إلى الهندية جنوب بغداد، عند حليف والده الشيخ وادي بك الشلال شيخ قبيلة زبيد ومعه اتباعه ووسائط ركوبهم فقط، بعد ان أبقى أخوته عند بدر القعيط من الخرصة لفترة من الوقت، فأكرمهم الشيخ وادي وأبقاهم عنده. ثم دار القتال بين عنزة وشمر في مناخ الأحمدي، فخسرت شمر بسبب انسحاب قبيلة طيء والقوات الحكومية عنها، وقتل الشيخ عيادة ومعه عدد من فرسان شمر. وبعد أن هدأت الأوضاع في مضارب شمر أعاد الوالي مشيخة القبيلة إلى فرحان كي يستعيد ثقة القبيلة ويتمكن منها.

## ذريته
قال محمد أحمد محمود في كتابه (أحوال العشائر العراقية العربية) "وعمشة كانت قد نُكبت بإعدام الترك ابنَها عبدَ الكريم، وقد قتل قبلها والي ماردين ابنَها الآخر عبد الرزاق بعدما أهانه فحاول الانتقام للمهانة فقتله الوالي. وقد فرّت بعد تلك النكبات مع ولدها فارس إلى نجد ليكون  عند أعمامه آل رشيد أمراء حائل".
ثم عاد فارس إلى العراق سنة 1875م، ورفض أن يدخل إلى المدينة ولا يعتمد على قوة تركية وسعى إلى كسب ولاء المعارضين للشيخ فرحان مِن عشيرته وفي أواخر سنة 1877م تلقى فارس دعوة من حاكم دير الزور للذهاب إلى الدير وأن يتلقى راتباً شهرياً مقابل حمايته للأمن في أعالي النهرين وتعهّد له حاكم الدير بأن يؤيّده على خصومه عاصي ومجول ابنَي الشيخ فرحان.
وخلال الحرب العظمى الأولى، كانت شمَّر تعادي الإنكليز وتوالي الدولة العثمانية، وبعد تلك الحرب اشتد نزاع رؤساء شمَّر بعضهم على بعض، واستمر مدة عشر سنوات (١٣٣٧ - ١٣٤٧ هـ) وزاد في الطين بلة انقسام منازلهم بين دولتي انتداب متجاورتين إنجلترا وفرنسا، ولعبت السياسة أدوارها، وبعد الاحتلال سكن العاصي بن فرحان المنطقة الشمالية، وأظهر أنه لا يتدخل في شؤون العراق، فاستلم المشيخة على شمَّر العراق حفيده دهام الهادي مستمدا من نفوذ جده المذكور، غير أن ابن عمه الشيخ عجيل الياور نازعه عليها، فمالت السلطة الإنكليزية والحكومة العراقية إلى الشيخ عجيل، لما توسمتا فيه من النباهة والنفوذ، وأصبح شيخا على عشائر شمَّر التي تقطن العراق، أما المشيخة على عشائر شمَّر التي تقطن المنطقة الشامية (السورية)، فقد ظلت في يد مشعل الفارس مدة مديدة، وكان ينازعه عليها دهام الهادى، إلى أن استقر الأمر في سنة ١٣٤٧ هـ على الوجه الأتي:
ظل شمَّر العراق داخل الحدود العراقية في البراري الممتدة غربي الموصل وبغداد، وهذا الفرع هو الذي كان مرتبطا في عهد الدولة العثمانية بولاة بغداد، وتابعا إلى فرحان باشا المتقدم ذكره، وقد استلم رئاسته بعد الاحتلال الشيخ عجيل (عقيل) بن عبد العزيز بن فرحان من آل درة الطائية، الملقب بالياور؛ لأنه حين ولد صدف وجود ياور (مرافق) والي الموصل في منزلة أبيه، وكان -رحمه الله - طويلا جسيما، وسيما أنيقا، وكان أعظم رؤساء البادية العراقية في الملك والثراء، ورجاحة الفكر، والاهتمام بالقضايا العامة، وأكثرهم اتصالا مع الملك فيصل بولاة الأمور في داخل العراق، وبعظماء الشرق والغرب في خارج العراق، وأوفرهم نوالا لاحترامهم".

## الملاحظات
1. ↑  وفدت عشائر عنزة القوية إلى العراق هاربة من وجه القوات المصرية في الشام التي كانت تفرض عليها إما السكينة والاستقرار أو قتالها، ولم يكن في استطاعة تلك العشائر مقاومة جيش قوي ومنظم، فغادرت الشام إلى العراق أملا بالمساعدة من والي بغداد والتفاهم مع عشائر العراق في اقتسام المرعى. وما أن هدأت الأوضاع في الشام حتى عاد الفدعان من عنزة إلى الشام وانسحبوا من العراق.[42]
2. ↑  زادت تلك الظاهرة بوضوح في القرن التاسع عشر. ومنها أن ناصراً السعدون لم يقبل  دعوة نامق باشا له إلا بعد أن حصل على تأكيد بسلامته من القنصل الإنجليزي في بغداد. وكذلك وسّط مطلق آل كريدي شيخ عشائر الخزاعل القنصل الفرنسي في بغداد ليشرح قضيته ليصفي المشاكل بينه وبين الوالي.[65]
3. ↑  كان إبراهيم آغا ضابطًا من ضباط الهايتا، وكان شركسيا مسيحيًا ثم أسلم. واشتهر بتنفيذ مؤامرات ناجحة ضد الزعماء المحليين الثائرين ضد السلطان العثماني، وهو ماهر في التخلص من هؤلاء الزعماء بطريقته الخاصة. فكان يحتال لكي يصل إلى مجلس الأمير الثائر، ثم ينقض عليه فيقتله إما بالسيف أو بالرصاص فينتهي الأمر في سرعة خاطفة، فيعلن أن ذلك كان بأمر السلطان، فيأخذ رأس الضحية وينصرف بها إلى المسؤولين العثمانيين الذين كانوا ينتظرون نجاح مهمته.[71]